# Sophie Ristaud Cottin
Sophie Cottin (22 de marzo de 1770-25 de agosto de 1807) fue una escritora francesa, cuyas novelas gozaron de tal popularidad que se tradujeron a idiomas como el inglés y el español durante el siglo XIX.

## Biografía
Nació en marzo de 1770 en Tonneins, Lot-et-Garonne, Francia. Su apellido de soltera fue Ristaud. Su padre, a decir de D. Boileau, fue un rico comerciante de Burdeos que se había desempeñado como Director de la Compañía de Indias en Francia.
Pasó su infancia en Burdeos, donde fue instruida por su madre que, a decir de Joseph-François Michaud, fue una mujer amante de las artes y la literatura, fallecida el año de 1789.
Contrajo matrimonio con el banquero Jean-Paul-Marie Cottin y, al enviudar, el año de 1793, Sophie Cottin, se dedicó con mayor ahínco a la escritura.
En tiempos de la revolución, se radicó, junto con sus hijos, en Champlan, Seine-et-Oise;  en aquel entonces, vendió el manuscrito de su novela Clara de Alba (1798) a un librero con el objeto de obtener el dinero necesario para pagar la fuga de un amigo suyo de la persecución de los revolucionarios.
Joseph-François Michaud indica que sus obras registraron un éxito estimable en Inglaterra, país donde se les tradujo y editó en varias ocasiones.
Falleció en París el 25 de agosto de 1807.

## Descripción
D. Boileau, preceptor de los hijos del señor Jauge, conoció a Sophie Cottin el año de 1791 y la describió de esta manera
"Estaba entonces en la flor de la juventud y poseía una bella figura. La blancura de su rostro, sus grandes ojos azules y el timbre de su voz pregonaban la belleza de su alma"

## Obras

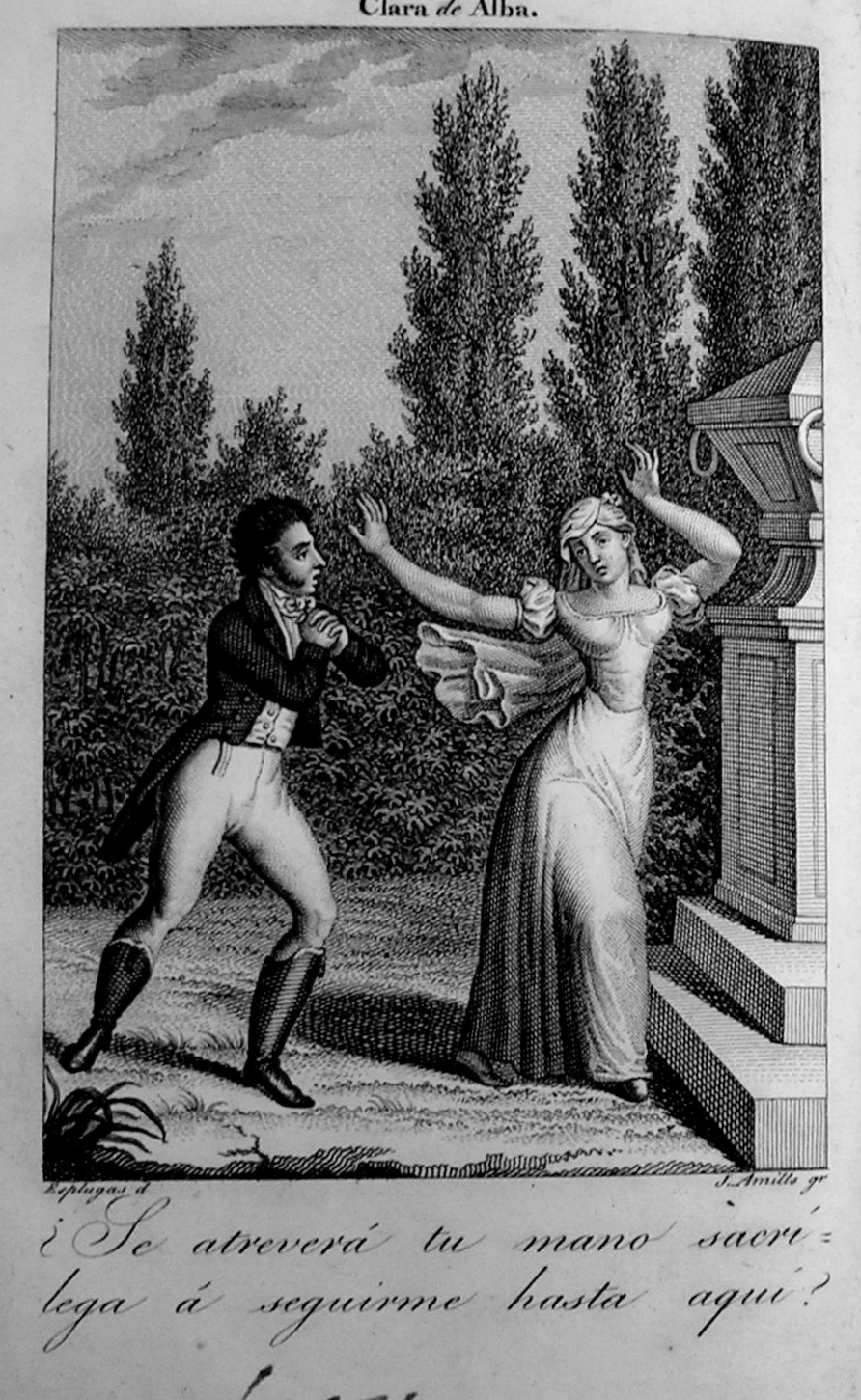
Juan Amills: ilustración de Clara de Alba por Madama Cottin, traducción castellana de D. M. Sauri, Barcelona, 1832.

Cottin escribió cinco novelas románticas e históricas, ubicadas en tiempos de las cruzadas y un poema en prosa de inspiración bíblica.
Novelas:
Clara de Alba (1798)
Malvina (1800)
Amelia de Mansfield (1802)
Matilde o las Cruzadas(1805)

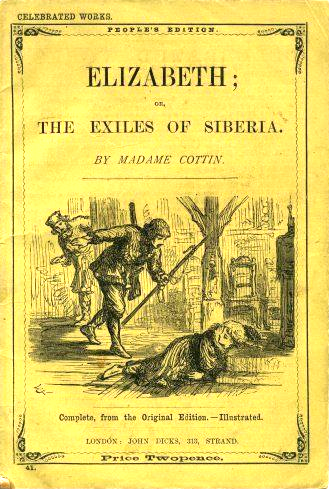
Edición inglesa de "Isabel o los Exiliados de Siberia"

Isabel o los exiliados de Siberia (1806)
Poema en prosa:
La toma de Jericó (1804)